# Distrito de Los Órganos
El distrito de Los Órganos es uno de los seis que conforman la provincia de Talara, ubicada en el departamento de Piura en el norte del Perú.
Desde el punto de vista jerárquico de la Iglesia católica, forma parte de la Vicaría Foránea de Talara de la Arquidiócesis de Piura.

## Historia

### Perú antiguo
Lo que hoy conforma el pueblo de Los Órganos y su distrito homónimo formó parte de los dominios de diversas culturas precolombinas. Entre ellas se puede mencionar a los tallanes e incluso a los tumpis, los cuales se ubicaban predominantemente en los actuales departamentos de Piura y Tumbes, respectivamente.
El origen de estas poblaciones es aún materia de debate. La teoría más aceptada es que hayan formado parte de la gran migración proveniente del extremo oriente de Asia que atravesó el estrecho de Bering y se expandió por toda la América hacia el sur. Otra teoría dice que algunas poblaciones llegaron también desde el oeste, es decir desde Oceanía, en grandes balsas. Y otras también calculan que estos pueblos pudieron haber llegado desde Centroamérica por mar. Un ejemplo interesante de esto es la leyenda lambayecana de Naylamp, que cuenta que este llegó desde el oeste en grandes balsas y fundó su cultura. Hay cercanía geográfica entre la cultura que Naylamp habría fundado con las tierras dominadas por los tallanes, por lo que las teorías continúan.
Luego toda la zona pasó a formar parte del Imperio Inca, específicamente de la región norte llamada ‘’Chinchaysuyo’’, que se cree fue conquistada en su mayor parte por Túpac Yupanqui, siendo este inca el que anexara lo que hoy es Piura y Tumbes, y por ende por lo que hoy es Los Órganos.
Vale mencionar que la zona estaba despoblada, pues no tenía recursos hídricos ni era tierra cultivable. El asentamiento más cercano era el pueblo de Máncora, desde donde llegarían ocasionalmente pescadores por la zona.

### Época colonial
En el año 1526, exploradores españoles provenientes de Panamá habrían pasado bordeando la costa tumbesina y piurana hacia el sur, pasando finalmente por aguas actualmente organeñas en los viajes que tenían como finalidad la conquista del Imperio Inca.
Los Órganos pasó a formar parte del Virreinato del Perú, y luego a la subdivisión administrativa de la ''Provincia de Trujillo'', situación que se mantuvo hasta después de la independencia. La ciudad cercana más importante era San Miguel de Piura, hoy ciudad de Piura, capital del departamento homónimo. El puerto más cercano era Payta, hoy llamado Paita. Aun hoy sigue siendo uno de los principales puertos del país.
Todo parece indicar que Los Órganos ya era conocido desde la época del Virreinato, pues hay mapas de dicha época donde se puede observar su ubicación, aunque lo más probable es que se refieran a él como a un punto geográfico y no a un pueblo.

### Época republicana
Cuando Piura fue elevada a la categoría de departamento en 1861, Los Órganos pasó a formar parte del mismo. El departamento se dividió en 3 provincias: Piura, Payta y Ayabaca. Lo que hoy es Los Órganos era parte de la provincia de Payta, que aun se escribía así. Con el tiempo, el crecimiento demográfico en varias zonas, entre ellas Talara y su auge petrolero hicieron que se cree la provincia de Talara en 1956. Los Órganos pasó a formar parte de dicha provincia.
Con el crecimiento del mismo pueblo de Los Órganos fue que se creó el distrito de Los Órganos, el 11 de diciembre de 1964. Este hecho se dio durante el primer gobierno del Presidente Fernando Belaúnde.
La historia de Los Órganos como pueblo, entonces, se remonta al descubrimiento de yacimientos petroleros durante el XX. A partir de entonces, empezaron a llegar empresas y trabajadores a la zona, formando un pueblo bastante organizado al pie de la carretera Panamericana, y a pocos metros del Océano Pacífico. Vale mencionar que muchos de los trabajadores llegaron desde zonas rurales de Tumbes y de Zorritos. También llegaron luego de la sierra de Piura y de zonas rurales alrededor de Sullana. Ambos grupos conforman el grueso de la población organeña de entonces y que perdura en la actualidad. Por lo que se podría decir que Los Órganos contiene origen piurano y tumbesino. Años después llegaron también personas de otras zonas del país, pero son minoría.
El crecimiento del pueblo, tanto en población como en prosperidad, hizo que fuera elevado a la categoría de distrito.

### Época moderna
La industria petrolera en Talara continuó hasta que los años 80 esta tuvo un declive del cual ya nunca se recuperó. Los yacimientos de hidrocarburos ya no ofrecían producción atractiva de años pasados, por lo que las empresas salieron de la localidad. Sin embargo aún existe una producción relativamente pequeña concesionada actualmente a una empresa privada, la cual hace solamente labor de producción, pero ya no exploración.
El pueblo de Los Órganos, capital del distrito homónimo, también ha resistido más de un fenómeno de El Niño, siendo los tres últimos los de los años 1983, 1998 y 2017. Este último fue bastante inocuo, pues el pueblo hace años había construido grandes canales pluviales que evitaron inundaciones. Estos canales se encuentran en buenas condiciones hasta hoy.
La nueva actividad floreciente en el distrito es el turismo, aprovechando sus playas de aguas celestes o turquesa, soleadas y cálidas prácticamente todo el año.

## Origen del nombre''Los Órganos''
Hay varias versiones, pero la más difundida es la versión de que los primeros pobladores escuchaban a veces el viento golpeando con los cerros cercanos, y el sonido que se producía era similar a un piano o a un órgano musical. De allí el nombre.  
Otra versión cuenta que el nombre habría nacido de la forma que tiene el ''Cerro del Encanto'', ubicado en la parte sur del pueblo de Los Órganos, al pie del Océano Pacífico. El cual visto desde el mar, en alguna embarcación, parece tener la forma de un piano u órgano de tubos, similares a los que hay en algunas Iglesias.  

## Geografía
El distrito tiene una superficie de 165,01 km². En su totalidad pertenece a la región natural bosque seco ecuatorial, distinta al desierto costero del Perú, el cual se ubica más al sur y es más seco. 
Las lluvias son muy escasas durante todo el año, excepto en los meses de verano (especialmente febrero y marzo), época donde pueden haber precipitaciones muy fuertes debido a la corriente de El Niño. El Niño se da sin falta anualmente, de manera inocua, pero cada cierto número de años el fenómeno adquiere dimensiones destructivas. El último Niño fuerte fue el año 2017. 
Sin embargo el pueblo de Los Órganos cuenta con amplios canales pluviales, los cuales protegieron de gran manera durante el 2017, teniendo muy pocos daños materiales.  
En la época lluviosa destaca el verdor que se genera en los alrededores y que se disipa al volver la época seca de 9 meses. 

## Clima
En Los Órganos el clima es cálido durante todo el año, especialmente en los meses de verano (diciembre a marzo). 
En los meses de invierno (julio, agosto y parte de septiembre) durante las noches se siente algo de viento fresco, pero durante el día el clima es igualmente cálido.  

## Capital
En el pueblo de Los Órganos hay una Iglesia, que puede ser vista desde la Carretera Panamericana, a la que acude la población para la tradicional misa.  
Los pobladores de Los Órganos acostumbran ir a la Plaza Mayor durante los viernes y sábado en la noche. Recurren allí las familias, es muy común ver niños en juegos, adolescentes y jóvenes paseando por los alrededores, y a los mayores disfrutando del ambiente. Aunque esta tradición se vio suspendida por la pandemia, ya se ha retomado.  
La población local y foránea también disfruta de acudir a las playas del distrito.  

## Otros centros poblados
Además del pueblo de Los Órganos, el cual es la capital, el distrito también cuenta con dos centros poblados.  

### El Ñuro
Pequeño centro poblado caleta ubicada en la parte sur del distrito, a pocos metros del Océano Pacífico. Cuenta con una población bastante organizada. Vale mencionar que también destaca por la presencia de tortugas marinas, por lo que acoge buena cantidad de turistas. También destaca por su pesca artesanal, ofreciendo pescado fresco y abundante al distrito y cercanías.  

### Vichayito
Más que un centro poblado como tal, es un conjunto de hoteles y restaurantes turísticos ubicados a lo largo de la costa a pocos metros del mar. Una gran parte pertenece al distrito de Los Órganos y la otra al distrito de Máncora, aunque la mayor parte a Los Órganos.
Los servicios turísticos que ofrece son de gran calidad, por lo que la afluencia de turistas es alta, especialmente en verano y feriados. 

## Atractivos turísticos

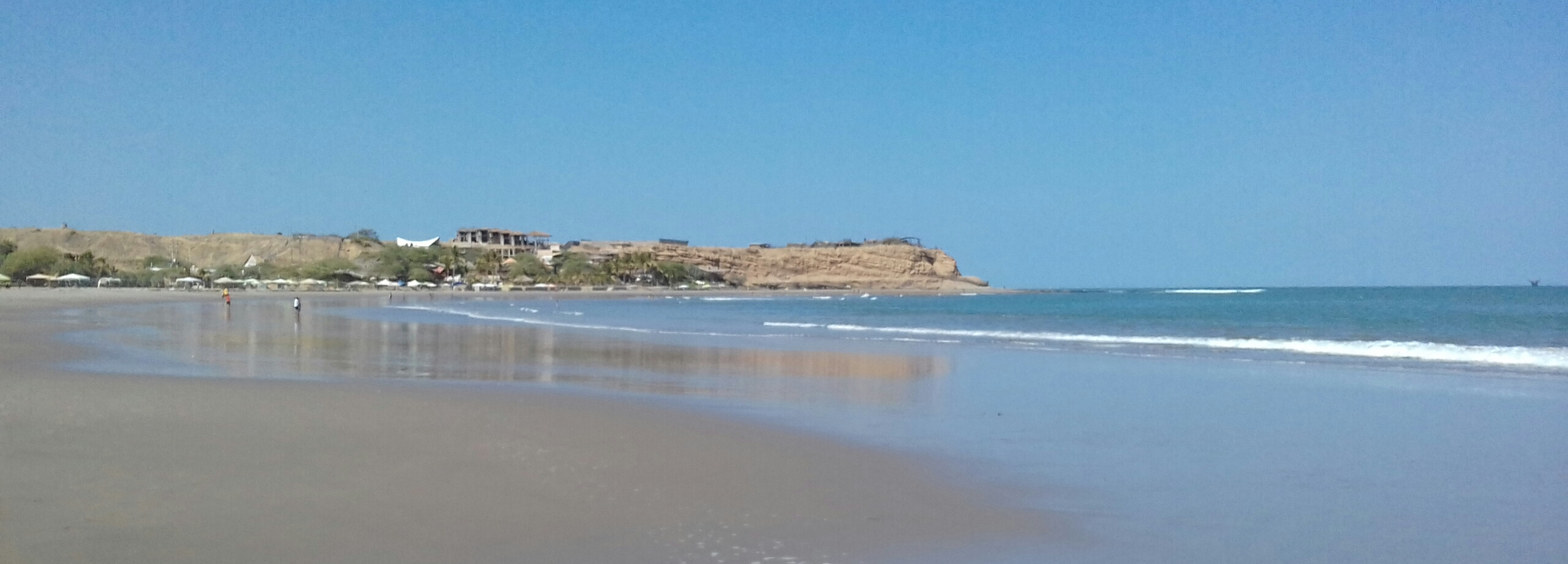
Vista de Punta Veleros desde Los Órganos

La principal atracción turística del distrito son sus playas, destacando entre ellas: Punta Veleros, Los Órganos (ubicada frente al pueblo de Los Órganos y continuación de la antes mencionada), Vichayito y El Ñuro. 
Otras dos atracciones turísticas relacionadas directamente con el mar son la interacción con tortugas marinas y el avistamiento de ballenas. Los locales y turistas pueden interactuar todo el año con las tortugas. Sin embargo, el avistamiento de ballenas solo se da entre julio y octubre.  
Otro bello lugar es el malecón de Los Órganos, el cual es bastante amplio y tranquilo.  

Pocos minutos hacia el sur de la capital del distrito y muy próximos al mar hay algunos cerros, en la cima de ellos dan vistas hermosas del ocaso. 

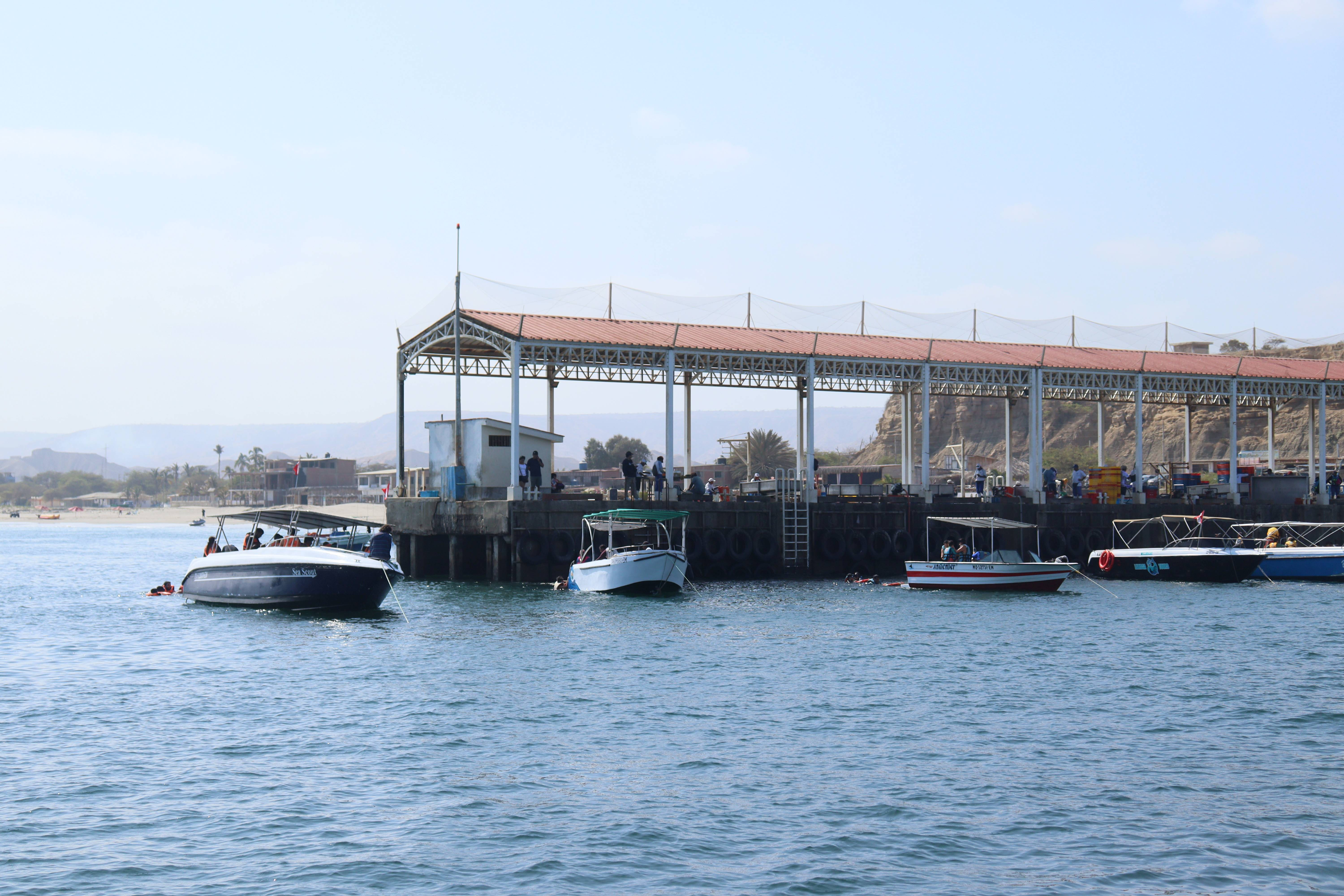
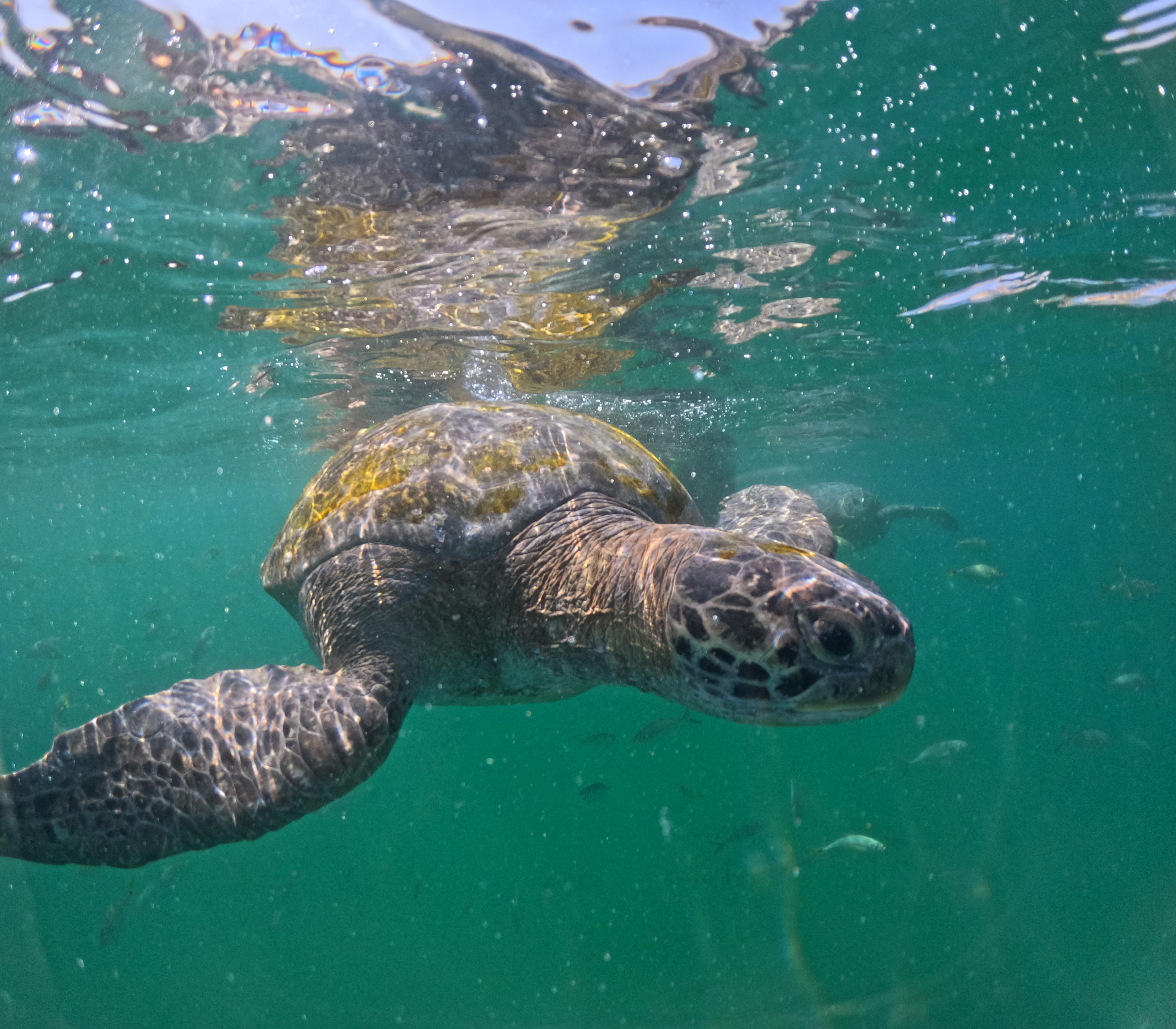
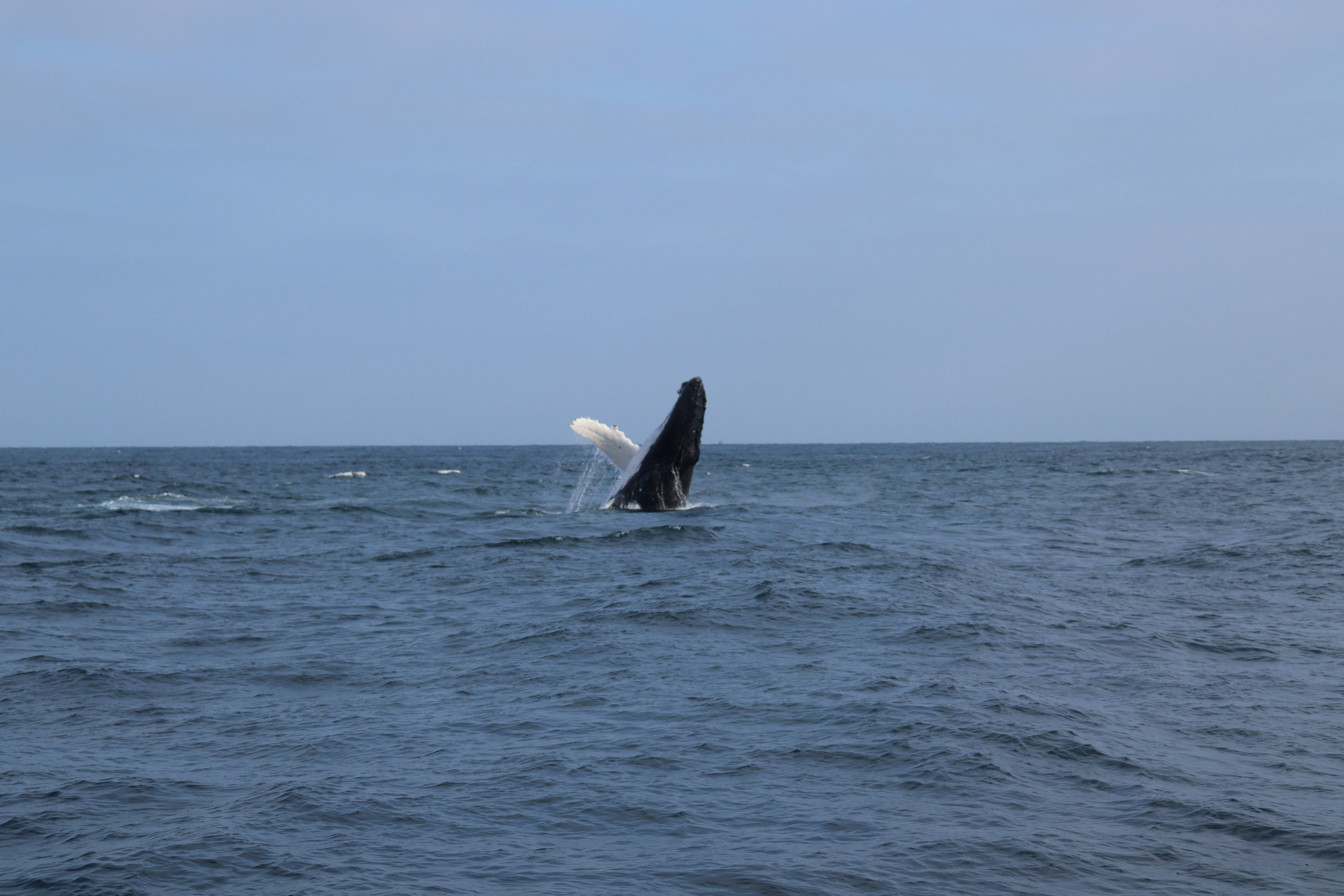

## Antiguos campamentos petroleros
El distrito de Los Órganos se dividía, en su parte oeste, en campamentos.
El campamento Las Palmeras, ubicado a 50 metros del litoral, albergaba a las familias de los ejecutivos y supervisores de la empresa Petroperú. Era un campamento dividido en dos sectores, con una cancha en el centro.
El campamento Las Gaviotas, albergaba a trabajadores de empresas extranjeras, entre las que principalmente destacaba la OXY.
El campamento de Graña y Montero albergaba a los trabajadores de dicha empresa que trabajaban en la zona.
El campamento Dowell, que era el más grande de todos los que había en Los Órganos, estaba ubicado al norte del distrito y albergaba a familias de empresas extranjeras.

## Autoridades

### Municipales
- 2023-2026[2]
  - Alcalde: Manuel Helmer Garrido Castro, del Movimiento Unidad Regional (UR).
  - Regidores: Yesica Peralta Morquencho (UR), Rubén Ruiz Saavedra (UR), Mary Murillo Rodriguéz (UR), Jeinmy Jhonatan Suarez Chorres (UR),Rene Escobar Ladines (Fuerza Regional).
- 2015-2018[2]
  - Alcalde: Jhonny Alberto Tinedo Marchán, del Movimiento Región para Todos (RpT).
  - Regidores: Félix Augusto Labán Escobar (RpT), José Jesús Quiroga Paiva (RpT), Bernardo Jacinto Ruiz (RpT), Yaritza Denisse Preciado Benites (RpT), Marcelino Gonzales Silupu (Somos Perú).
- 2011-2014[3]
  - Alcalde: Manuel Obdulio Quevedo Alemán, del Partido Democrático Somos Perú (SP).[4]
  - Regidores: Jaime Manuel Yacila Silva (SP), Marcelino Gonzales Silupu (SP), Fernando Gonzalo Sánchez Purizaca (SP), María Elizabeth Sanjinez de Herrera (SP), Félix Augusto Labán Escobar (Movimiento Socialista del Perú).

### Policiales
- Comisario: CAPITAN PNP Ayne Seña.

### Religiosas
- Vicaría Foránea de Talara[5]
  - Vicario foráneo: Pbro. Roland Castro Juárez
- Capilla Santa Rosa de Lima  (dependiente de la Parroquia de Máncora)
  - Capellán: Pbro. Juan Lequernaqué Morales (Párroco de Máncora)

## Educación
- I.E. Augusto Salazar Bondy

Panamericana norte s/n - Los Órganos
- I.E. 14913

Sánchez cerro s/n - Los Órganos
- I.E. 14914

Miraflores 5-710 - Los Órganos
- I.E. 14915 Divino Cristo Rey
- I.E. Micaela Bastidas 150
- I.E. P. Divino Corazón de Jesús

Miraflores s/n - Los Órganos - Teléfono: (073) 516027
- I.E.P. Juan Pablo II

San Isidro 8-904 - Los Órganos
- I.E.P. Faustino Piaggio

Malecón Los Próceres 192-194 - Teléfono: (073) 257301 - Los Órganos
- I.E.P. Gran Mariscal Ramón Castilla

Malecón Los Próceres 310 - Teléfono: (073) 257067 - Los Órganos
- I.E.P. Jean Piaget

Calle San Antonio 1-910 - Teléfono: (073) 857093 - Los Órganos
- I.E.P. Mariano Melgar

San isidro 1003 - Los Órganos - Teléfono: (073) 496600
- I.E.P. Señor de Los Milagros

Mz E Lote 05 San Martín - Los Órganos
- I.E. Augusto Salazar Bondy

Panamericana norte s/n - Los Órganos
- I.E. Centro de Educación Básica Especial (niños discapacitados)

## Festividades
- Junio 29: Fiesta del Patrono San Pedro
- Agosto 30: Santa Rosa
- Octubre: Señor de los Milagros.
- Diciembre 11: Aniversario del Distrito.

Se acostumbra realizar una desfile cívico militar por el Aniversario del Distrito. 